# Broekhuizen (Overijssel)
 Broekhuizen (Nedersaksisch: Broekhuzen [brukˈhyːzn̩])is een buurtschap behorend tot de gemeente Dalfsen, in de provincie Overijssel.
De buurtschap ligt ten noordwesten van Dalfsen en ten zuiden van de provinciale weg N340 (plaatselijk bekend als de Hessenweg).